# Ivan Čeparinov
Ivan Čeparinov (in bulgaro Иван Чепаринов?; Asenovgrad, 26 novembre 1986) è uno scacchista bulgaro che ha giocato anche per la Georgia, Grande maestro.
Ha raggiunto il suo punteggio massimo nella lista Elo di agosto 2018 con 2 718, primo georgiano e 29º al mondo.
Fino al 2007 è stato il secondo del già Campione del mondo FIDE Topalov, elaborando molte delle novità teoriche da lui giocate nel match del Campionato del mondo di scacchi 2006 contro Vladimir Kramnik.
Cheparinov ha partecipato al FIDE Grand Prix 2008-2009, valido per le qualificazioni al campionato del mondo 2011.
Ha vinto per quattro volte il Campionato bulgaro di scacchi, nel 2004, 2005, 2012 e 2018 .
Durante il torneo Corus B di Wijk aan Zee del 2008, Čeparinov fu protagonista di un famoso episodio con il grande maestro inglese Nigel Short. All'ottavo turno gli venne data partita persa perché si rifiutò di stringere la mano a Short (il regolamento FIDE prevede come obbligatoria questa formalità). Nell'appello presentato da Čeparinov e dal suo manager Silvio Danailov si spiegò questo comportamento con il fatto che in un'intervista Short avrebbe gravemente insultato lui e il suo team. Inoltre l'arbitro non avrebbe dato un'altra opportunità di stringere la mano, come previsto dal regolamento. Il comitato di appello, composto da Kramnik, Krasenkov e Judit Polgár, decise che la partita avrebbe dovuto essere rigiocata, con l'obbligo di scuse da parte di Cheparinov e della stretta di mano. Short vinse la partita.
Nell'agosto 2018 è passato alla Federazione georgiana per poi tornare in quella bulgara nel 2020.

## Principali risultati
Ha vinto tre volte il Campionato nazionale bulgaro (nel 2004, 2005 e 2012).
- 2000: vince a 14 anni il campionato juniores della Bulgaria;
- 2005: secondo nel torneo di Pamplona; nella FIDE World Cup 2005 elimina al 1º turno Sergej Fëdorov e al 2º Vasyl' Ivančuk, ma viene eliminato al 3º turno da Magnus Carlsen;
- 2006: vince l'Essent open di Hoogeveen
- 2007: vince il torneo Siegeman & Co. di Malmö; 1º-6º nel campionato europeo individuale di Dresda (Vladislav Tkačëv vinse lo spareggio)
- 2009: in giugno vince la terza edizione del Magistral Ruy Lopez di Zafra in Spagna, con 5/7 e una prestazione Elo di 2 740 punti.
- 2014: in gennaio vince il Tradewise Gibraltar Chess Festival
- 2020: in dicembre vince imbattuto il 7° Sunway Sitges International Chess Festival, con 8 punti su 10 . [4]